# Okręg wyborczy Surrey
Okręg wyborczy Surrey powstał w 1290 r. i wysyłał do angielskiej, a następnie brytyjskiej, Izby Gmin dwóch deputowanych. Okręg obejmował hrabstwo Surrey. Został zlikwidowany w 1832 r.

## Deputowani do brytyjskiej Izby Gmin z okręgu Surrey

### Deputowani w latach 1290-1660
- 1529–1536: William FitzWilliam
- 1553–1554: Thomas Cawarden
- 1559: Thomas Cawarden
- 1559: Thomas Browne
- 1563–1567: Charles Howard
- 1563–1571: William More of Losely
- 1571: Henry Weston
- 1572–1574: Charles Howard
- 1574–1589: Francis Walsingham
- 1584–1587: William More of Losely
- 1588–1589: William Howard
- 1593: John Wolley
- 1593: William More of Losely
- 1597: William Howard, 3. baron Howard of Effingham
- 1597–1601: George More
- 1597–1598: Charles Howard
- 1601: William Howard, 3. baron Howard of Effingham
- 1604–1614: Edward Bowyer
- 1604–1611: William More
- 1614–1626: George More
- 1621–1622: Nicholas Carew
- 1625–1626: Francis Vincent
- 1628–1629: Ambrose Browne
- 1628–1629: Richard Onslow
- 1640–1648: Ambrose Browne
- 1640–1648: Richard Onslow
- 1653: Samuel Highland
- 1653: Lawrence March
- 1654–1658: Richard Onslow
- 1654–1659: Arthur Onslow
- 1654–1659: Francis Drake
- 1654–1655: John Lambert
- 1654–1655: Robert Holman
- 1654–1655: Robert Wood
- 1656–1658: Lewis Audley
- 1656–1658: George Duncombe
- 1656–1658: John Blackwell

### Deputowani w latach 1660-1832
- 1660–1661: Francis Aungier, 3. baron Aungier of Longford
- 1660–1661: Daniel Harvey
- 1661–1679: Adam Browne
- 1661–1679: Edmund Bowyer
- 1679–1685: Arthur Onslow
- 1679–1685: George Evelyn
- 1685–1689: Adam Browne
- 1685–1689: Edward Evelyn
- 1689–1710: Richard Onslow
- 1689–1690: George Evelyn
- 1690–1695: Francis Vincent
- 1695–1698: Denzil Onslow
- 1698–1702: John Weston
- 1702–1705: Leonard Wessell
- 1705–1710: William Scawen
- 1710–1719: Heneage Finch
- 1710–1713: Francis Vincent
- 1713–1715: Richard Onslow
- 1715–1717: Thomas Onslow
- 1717–1721: Denzil Onslow
- 1719–1727: John Walter
- 1721–1722: William Scawen
- 1722–1727: Nicholas Carew
- 1727–1741: Thomas Scawen
- 1727–1761: Arthur Onslow
- 1741–1751: Charles Calvert, 5. baron Baltimore
- 1751–1761: Thomas Budgen
- 1761–1774: George Onslow
- 1761–1775: Francis Vincent
- 1774–1780: James Scawen
- 1775–1790: Joseph Mawbey
- 1780–1782: Augustus Keppel, wigowie
- 1782–1783: George Spencer, wicehrabia Althorp, wigowie
- 1783–1784: Robert Clayton
- 1784–1789: William Norton
- 1789–1807: lord William Russell, wigowie
- 1790–1795: William Clement Finch
- 1795–1807: John Frederick, torysi
- 1807–1812: Samuel Thornton, torysi
- 1807–1826: George Holme Sumner, torysi
- 1812–1813: Thomas Sutton, torysi
- 1813–1818: Samuel Thornton, torysi
- 1818–1832: William Joseph Denison, wigowie
- 1826–1830: Charles Nicholas Pallmer, wigowie
- 1830–1832: John Ivatt Briscoe, wigowie